# فرودگاه محلی یانگ‌استون-وارن
AAAفرودگاه محلی یانگ‌استون-وارن
فرودگاه محلی یانگ‌استون-وارن (به انگلیسی: Youngstown-Warren Regional Airport) یک فرودگاه همگانی باربری با کد یاتا YNG است که یک باند فرود آسفالت دارد و طول باند آن ۱۵۲۵ متر است. این فرودگاه در کشور ایالات متحده آمریکا قرار دارد و در ارتفاع ۳۶۵ متری از سطح دریا واقع شده‌است.

## شرکت‌های هواپیمایی و مقصدهای پروازی

### مسافری
| شرکت‌های هواپیمایی                          | مقصدهای پروازی                                       | Refs             |
| ------------------------------------------ | ---------------------------------------------------- | ---------------- |
| الیجنت ایر                                 | سن پترزبورگ-کلیرواتر فصلی: میرتل بیچ، اورلندو سنفورد | [ ۴ ]            |
| خدمات شرکت Caesars اجرا توسط اکسترا ایرویز | چارتر: اتلنتیک سیتی                                  | [ نیازمند منبع ] |